# يارد ابيتو
يارد أبيتيو (مواليد 15 يونيو 1999)، هو لاعب كرة قدم أسترالي محترف يلعب كمدافع لفريق أديلايد يونايتد.